# Le Voleur de cadavres
Pour l’article homonyme, voir Le Voleur de cadavres (film, 1942).
Le Voleur de cadavres (The Body Snatcher) est une nouvelle de l'écrivain écossais Robert Louis Stevenson publiée en  décembre 1884. L'histoire s'inspire d'une affaire criminelle qui secoua Édimbourg dans les années 1827-1828, et dans lequel fut impliqué le docteur Robert Knox, célèbre anatomiste écossais.

## Résumé
L'altercation entre Fettes et Wolfe Macfarlane, un respectable médecin londonien, intrigue beaucoup les amis de Fettes. L'un d'eux découvre et raconte le terrible secret qui lie ces deux hommes.
Dans sa jeunesse, Fettes, étudiant prometteur en médecine, travaillait comme assistant pour le célèbre Dr. K---. Il était alors chargé de réceptionner les cadavres destinés aux dissections des étudiants.

## Éditions
- R. L. Stevenson, Référence: Le voleur de cadavres et quatre autres nouvelles (Robert Louis Stevenson), Barcelone, Sol 90 Publishing, coll. « La crème du crime », 2008 (ISBN 978-84-9820-891-7)

## Adaptation
Le conte de Stevenson fit l'objet d'une adaptation au cinéma en 1945 sous le titre Le Récupérateur de cadavres (The Body Snatcher ou encore Robert Louis Stevenson's 'The Body Snatcher') réalisé par Robert Wise avec Boris Karloff et Bela Lugosi dans les rôles principaux.